# Batman v Superman: Dawn of Justice (trilha sonora)
Batman v Superman: Dawn of Justice é a trilha sonora  do filme de mesmo nome composta por Hans Zimmer e Junkie XL. Ele foi lançado em 18 de março de 2016 pela WaterTower Music. A exclusiva edição de álbum de luxo  contém cinco faixas bônus, intituladas "Blood of My Blood", "Vigilante", "May I Help You, Mr. Wayne?", "They Were Hunters" e "Fight Night". A trilha sonora também tem presença de Eric Whitacre Singers.

## Lista de Faixas

### Edição simples
| Disco 1        |                                         |         |  |
| N.º            | Título                                  | Duração |  |
| 1.             | "Beautiful Lie"                         | 3:47    |  |
| 2.             | "Their War Here"                        | 4:34    |  |
| 3.             | "The Red Capes Are Coming"              | 3:32    |  |
| 4.             | "Day of the Dead"                       | 4:01    |  |
| 5.             | "Must There Be a Superman?"             | 3:58    |  |
| 6.             | "New Rules"                             | 4:02    |  |
| 7.             | "Do You Bleed?"                         | 4:36    |  |
| 8.             | "Problems Up Here"                      | 4:25    |  |
| 9.             | "Black and Blue"                        | 8:30    |  |
| 10.            | "Tuesday"                               | 4:00    |  |
| 11.            | "Is She with You?"                      | 5:46    |  |
| 12.            | "This Is My World"                      | 6:23    |  |
| 13.            | "Men Are Still Good (The Batman Suite)" | 14:03   |  |
| Duração total: | Duração total:                          | 71:37   |  |

### Edição Completa
| Disco 1        |                                         |         |  |
| N.º            | Título                                  | Duração |  |
| 1.             | "Beautiful Lie"                         | 3:47    |  |
| 2.             | "Their War Here"                        | 4:34    |  |
| 3.             | "The Red Capes Are Coming"              | 3:32    |  |
| 4.             | "Day of the Dead"                       | 4:01    |  |
| 5.             | "Must There Be a Superman?"             | 3:58    |  |
| 6.             | "New Rules"                             | 4:02    |  |
| 7.             | "Do You Bleed?"                         | 4:36    |  |
| 8.             | "Problems Up Here"                      | 4:25    |  |
| 9.             | "Black and Blue"                        | 8:30    |  |
| 10.            | "Tuesday"                               | 4:00    |  |
| 11.            | "Is She with You?"                      | 5:46    |  |
| 12.            | "This Is My World"                      | 6:23    |  |
| 13.            | "Men Are Still Good (The Batman Suite)" | 14:03   |  |
| Duração total: | Duração total:                          | 71:37   |  |

| Disco 2        |                              |         |  |
| N.º            | Título                       | Duração |  |
| 1.             | "Blood of My Blood"          | 4:25    |  |
| 2.             | "Vigilante"                  | 3:53    |  |
| 3.             | "May I Help You, Mr. Wayne?" | 3:27    |  |
| 4.             | "They Were Hunters"          | 2:45    |  |
| 5.             | "Fight Night"                | 4:20    |  |
| Duração total: | Duração total:               | 90:27   |  |

### Músicas que não foram incluídas na trilha sonora
Existem várias outras músicas de destaque no filme, mas não incluídas na trilha sonora. Os códigos de tempo abaixo se referem à edição ampliada do filme, mas a música também aparece na versão teatral.
- "Kang Ling (An Instrument Made From A Human Thigh Bone)" realizada por Monks of the Dip Tse Chok Ling Monastery, em Dharamsala.
- "Night and Day"E "Ev'ry Time We Say Goodbye", escrita por Cole Porter e realizada por Mark Jonathan Davis (como Richard Cheese) & Richard Cheese & Lounge Against The Machine.
- A partir de 01:02:05 a 01:04:24 "Shostakovich: Waltz II (Jazz Suite No. 2)", escrito por Dmitri Shostakovich, e executada por Koninklijk Concertgebouworkest (como Royal Concertgebouw Orchestra) e Riccardo Chailly.[5]
- A partir de 02:45:18 a 02:47:10, "Amazing Grace tradicional", organizado e realizado por John Allan e outra realizada pelo canadense escocês Regiment Pipes e Drums & United States banda Third Marine Aircraft Wing.
- "Launch" que foi composta por Hans Zimmer para trilha sonora de Man of Steel.

## Pessoal
Realizado por The Hollywood Studio Symphony. Orchestra conduzida pelo Nick Glennie-Smith & Junkie XL. Coro realizado por Gavin Greenaway. Coro: The Eric Whitacre Singers.

## Desempenho nas paradas
| Paradas (2016)                      | Melhor posição |
| ----------------------------------- | -------------- |
| Austrália (ARIA)                    | 34             |
| Áustria (Ö3 Austria Top 40)         | 67             |
| Bélgica (Ultratop Flandres)         | 47             |
| Bélgica (Ultratop Valônia)          | 64             |
| Países Baixos (Dutch Charts)        | 86             |
| França (SNEP)                       | 64             |
| Irlanda (IRMA)                      | 44             |
| Italian Compilation Albums (FIMI)   | 14             |
| Suíça (Schweizer Hitparade)         | 65             |
| Reino Unido (Official Albums Chart) | 33             |
| Estados Unidos (Billboard 200)      | 25             |

## Ligações Externas
- Official site